# Pestsäule (Timișoara)

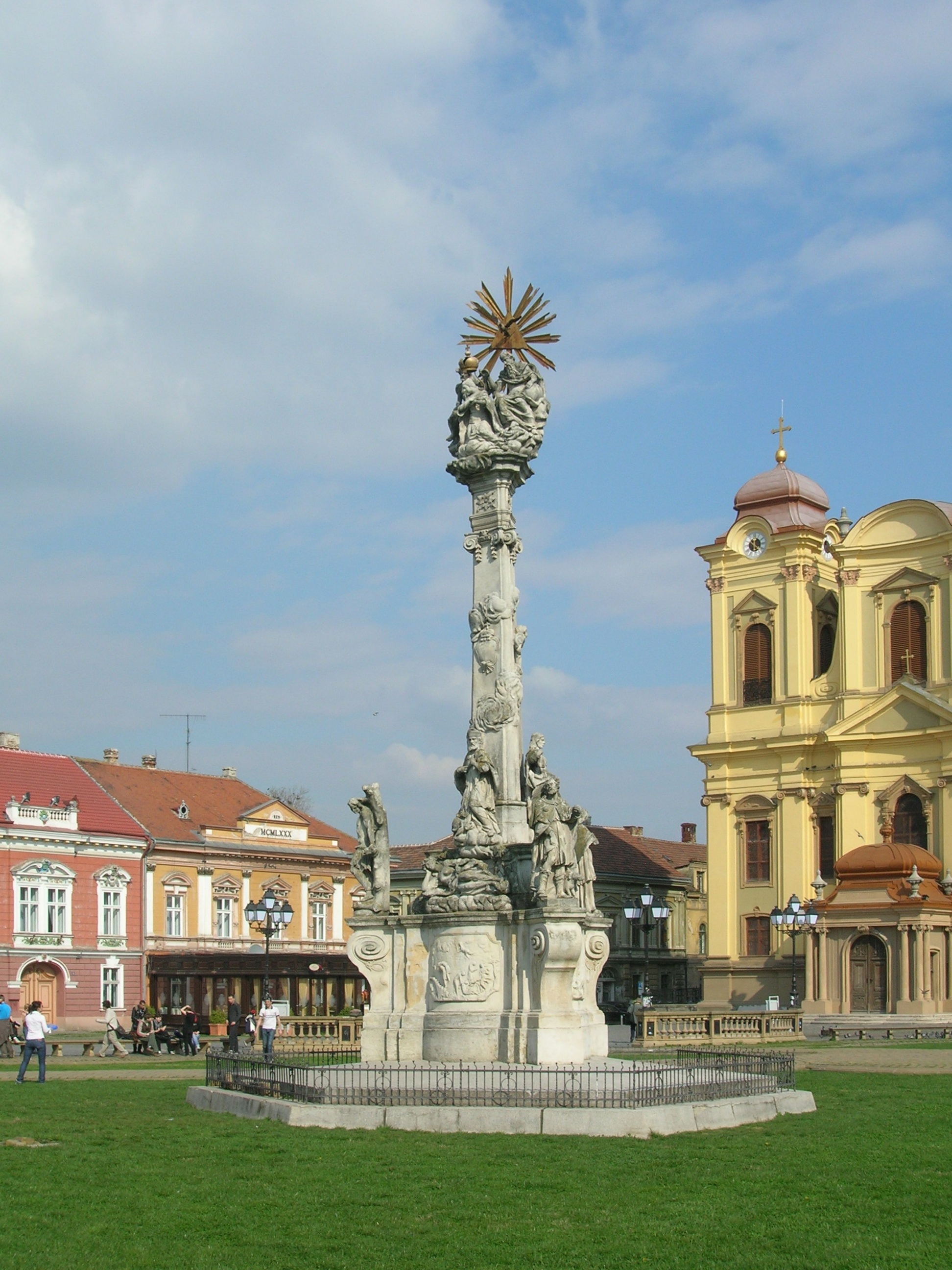
Die Dreifaltigkeitssäule in Timișoara

Die Pestsäule oder Dreifaltigkeitssäule (rumänisch Monumentul Sfintei Treimi oder Monumentul Ciumei) in Timișoara, Rumänien ist ein barockes Denkmal in der Mitte des Piața Unirii (auch Domplatz). Das Denkmal des Typus Pestsäule wurde zwischen 1739 und 1740 von dem Bildhauer Georg Raphael Donner in Wien geschaffen und auf dem Wasserweg nach Timișoara transportiert. 
Die Statue wurde von Johann Anton Deschan von Hansen aus Dankbarkeit für die überstandene Pestseuche 1738–1739 gestiftet. Von 1994 bis 1995 wurde sie von Ion Oprescu restauriert. Auf dem Sockel wurden die drei schlimmsten Plagen dargestellt, die Timișoara heimgesucht hatten: die Pest, die Kriege und der Hunger.